# Passoré
Passoré är en provins i Burkina Faso.   Den ligger i regionen Nord, i den centrala delen av landet, 90 km nordväst om huvudstaden Ouagadougou. Antalet invånare är 322 873. Huvudort är Yako.